# 1841 no Brasil
Esta é uma cronologia dos principais fatos ocorridos no ano de 1841 no Brasil

## Incumbente
- Monarca
  - Imperador Dom Pedro II

## .Eventos

### Julho
- Dom Pedro II é aclamado, coroado e sagrado como Imperador Constitucional do Brasil.[1]